# Паркан Динго

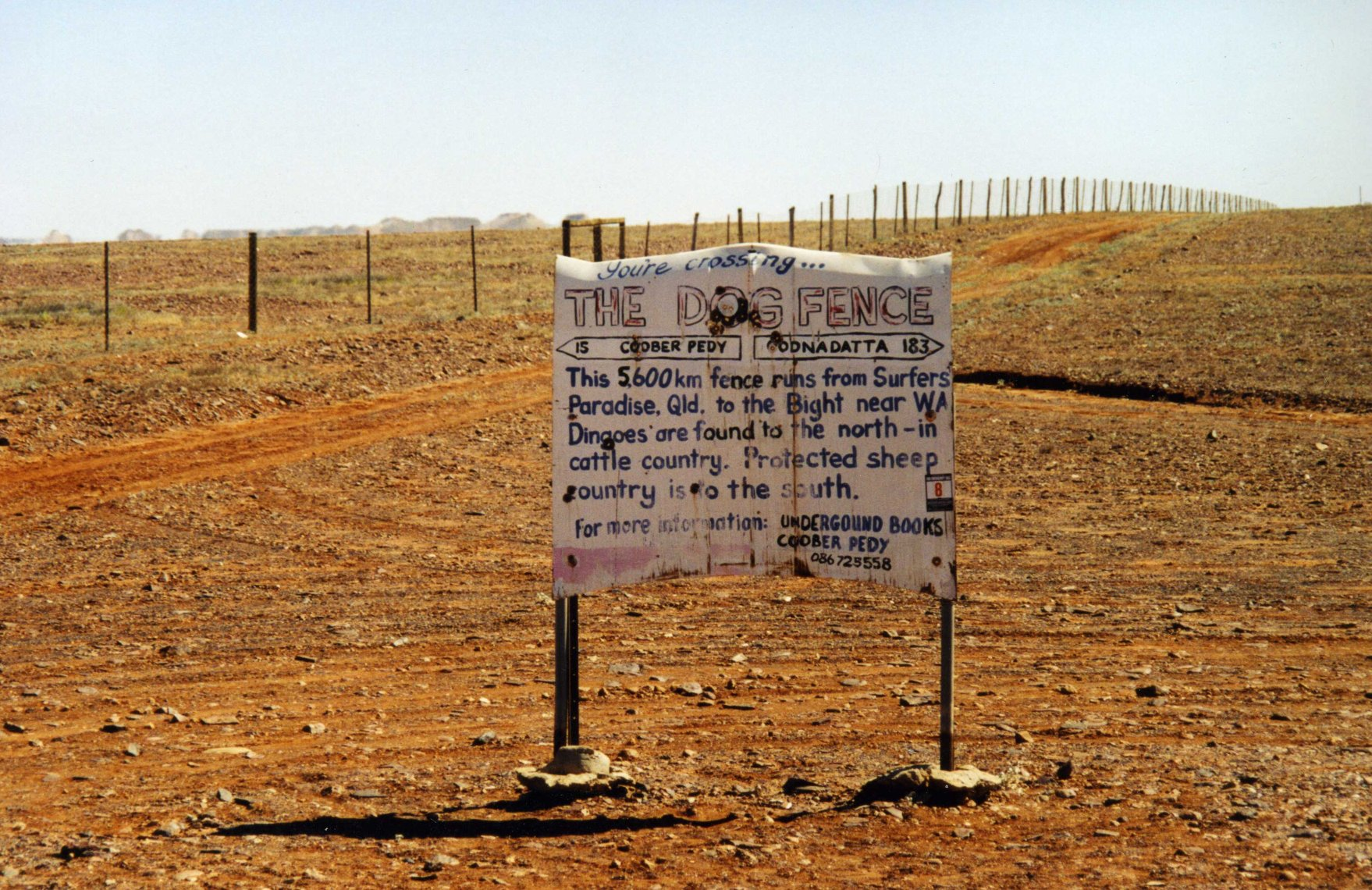
Паркан Динго біля міста Кубер-Педі

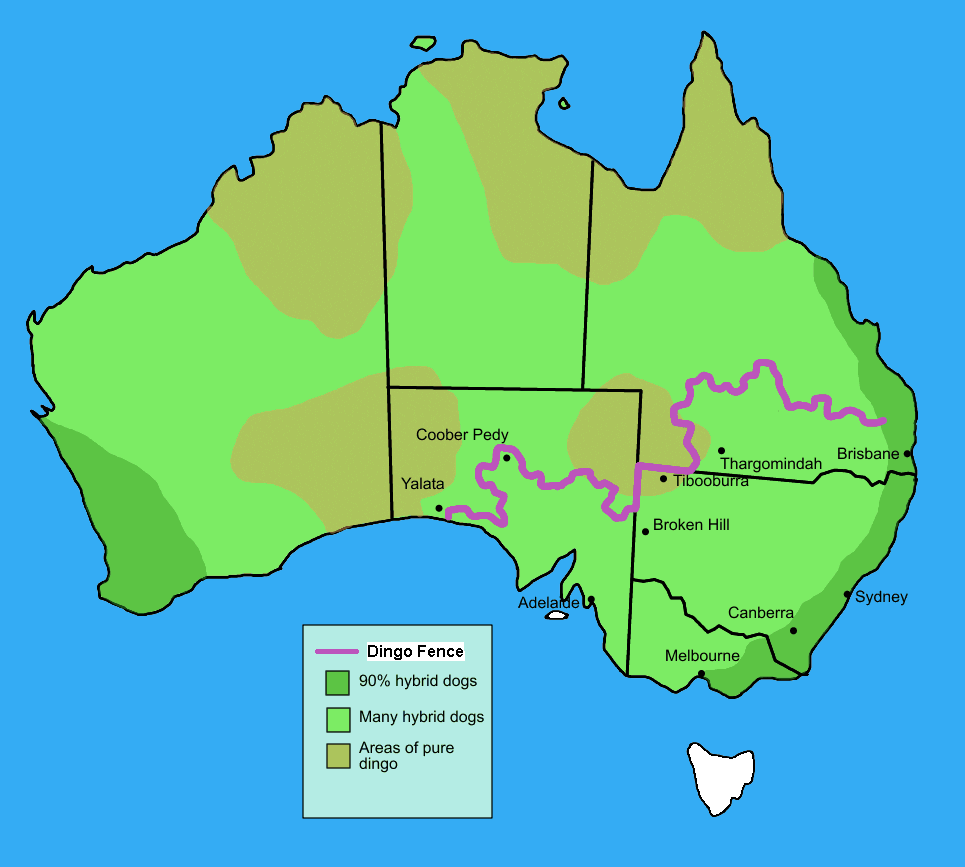
Собачий паркан відзначений рожевою лінією

Паркан Динго (англ. Dingo Fence)  або Собачий паркан (англ. Dog Fence) — паркан в Австралії завдовжки 5614 км. 

## Історія
У XIX столітті вівчарство стало важливою галуззю австралійської економіки. Динго, що полювали на овець, ловили капканами, відстрілювали і труїли . В кінці XIX століття в одному Новому Південному Уельсі фермери щорічно витрачали на боротьбу з дикими собаками кілька тонн стрихніну. 
Коли цих заходів виявилося недостатньо, в 1880-х розпочато будівництво величезного сітчастого паркану, що огороджує ділянки овечих пасовищ в південному Квінсленді, щоб захистити худобу від динго, а пасовища від кроликів. В основному будівництво закінчено в 1885.
У 1960-х окремі секції огорожі були з'єднані разом, утворивши бар'єр, що переривався тільки в місцях перетину шосейних доріг. На даний момент огорожа простягнулася на 8 500 км - від міста Тувумба в Квінсленді до Великої Австралійської затоки, відокремлюючи посушливу північно-західну частину Австралії від порівняно родючої. Підтримка огорожі в належному порядку щорічно обходиться штатам Квінсленд, Новий Південний Уельс і Південна Австралія близько 15 млн австралійських доларів. Уздовж огорожі курсують спеціальні патрулі, відшукуючи пошкодження в сітці і підземні нори, викопані кроликами або вомбатами, і знищуючи динго, що просочилися через огорожу.